# Instruktion
Eine Instruktion (aus lat. instruere „vorbereiten, unterweisen, unterrichten, anweisen“; PPP instructus) ist eine Handlungsanweisung. Das Bedeutungsfeld des Begriffs reicht von der informativen Belehrung unter Gleichgestellten über die Unterweisung oder Schulung durch einen Instrukteur, Ausbilder, Anleiter oder Coach bis hin zur Dienstanweisung eines hierarchischen Vorgesetzten und zum militärischen Befehl. Instruktionen können auch Bestandteil sexueller Praktiken sein, etwa erotischer Rollen- oder Erziehungsspiele. Auch appellativ-informierende Texte wie Gebrauchsanleitungen lassen sich als Instruktionen bezeichnen; ebenso die in einer Programmiersprache formulierten Anweisungen in einem Computerprogramm, die ein Computer ausführen soll.
Daneben wird der Ausdruck bisweilen auch noch in seiner aus dem Lateinischen abgeleiteten weiteren Grundbedeutung der Vorbereitung verwendet, insbesondere im Verfahrensrecht; in diesem Sinne ist die Instruktion (auch: das Instruktionsverfahren) ein Vorbereitungs- oder Vorverfahren.

## Belehrende Handlungsaufforderung
Grundsätzlich handelt es sich bei der Instruktion um die handlungsbezogene Kommunikation zwischen einer Autorität (Lehrer, Trainer, Erzieher, Vorgesetzter usw.) und einer Person, die im weitesten Sinne von etwas unterrichtet werden soll/muss, um sich ein praktisches Wissen anzueignen oder ein Verhalten oder eine Vorgehensweise zu erlernen. Jede Instruktion ist daher neben der auffordernden auch mit einer belehrend-erklärenden, mitunter pädagogischen Absicht verbunden, insoweit es ihr nicht nur um die rein autoritative Übermittlung einer Vorschrift oder eines Befehls, sondern immer auch darum geht, den Empfänger durch theoretische und/oder praktische Informationen anzuleiten und damit in die Lage zu versetzen, die gewünschte Handlung in der angestrebten Art und Weise vollziehen zu können.

## Programmierbefehl
In der Programmierung wird der Ausdruck „Instruktion“ häufig als Synonym für „Befehl“ (engl. instruction oder command) oder „Anweisung“ (engl. statement) verwendet. Er kann auch als Synonym für „Befehlscode“ stehen, den im Befehlssatz eines Rechners definierten Code für einen bestimmten Maschinenbefehl. Eine Instruktion auf Betriebssystemebene ist ein Befehl innerhalb einer Kommandozeile, zum Beispiel ein Unix-Kommando.

## Kirchenrechtliche Auslegungsanleitung
Im römisch-katholischen Kirchenrecht ist die Instruktion eine schriftliche Auslegungs- und Ausführungsanweisung der kirchlichen Behörde (Dikasterium) für ein Gesetz (welches in der Regel als Apostolische Konstitution oder Motu Proprio erlassen wird). Im Gegensatz zu Gesetzen besitzen Instruktionen keine eigene Gesetzeskraft und haben Rechtskraft auch nur, wenn sie ein konkretes Gesetz auslegen. Instruktionen, die versuchen neues Recht zu schaffen, besitzen keine Rechtskraft. Dies war z. B. für die Ungültigkeit der Regelung in Universae Ecclesiae ausschlaggebend, wonach auch an den Osterfeiertagen der unreformierte Messritus von 1962 benutzt werden durfte. Summorum Pontificum erlaubte dies ausdrücklich nicht. Somit versuchte Universae Ecclesiae, neues Recht zu schaffen, besaß aber im genannten Punkt keine Rechtskraft. Anders als die Enzyklika (päpstliches Rundschreiben) ist eine Instruktion kein Lehrschreiben, sondern dient der einheitlich geregelten Auslegung und Durchführung kirchlicher Gesetze.
Siehe hierzu zum Beispiel:
- Dignitas personae
- Donum vitae (Instruktion)
- Redemptionis sacramentum

## Prozessvorbereitung
Die vorbereitenden Verfahrenshandlungen (z. B. das strafrechtliche Ermittlungsverfahren oder das Beweisverfahren), die im inquisitorischen Verfahren dem eigentlichen Prozess vorausgehen, werden im Verfahrensrecht zahlreicher Rechtsordnungen und historisch auch im deutschsprachigen Prozessrecht als Instruktionsverfahren oder Instruktionsphase bezeichnet. In der Schweizer Rechtssprache wird das Instruktionsverfahren auch Vorverfahren genannt. Häufig findet die Instruktion vor einer anderen Gerichtsbehörde (etwa Untersuchungsrichter oder Staatsanwalt) als das anschließende Hauptverfahren statt.